# NGC 3004
NGC 3004 est une étoile située dans la constellation de la Grande Ourse. 
L'ingénieur irlandais Bindon Stoney a enregistré la position de cette étoile le 25 janvier 1851.
Note : la base de données, qui contient par ailleurs plusieurs erreurs d'identification, associe NGC 3004 avec la galaxie PGC 31572